# Seprio
Seprio fou un comtat d'Itàlia que va existir des de la meitat del segle viii fins a la meitat del segle xiv, quan fou unit a Milà.
Originat en territori poblat pels celtes insubris, i sota domini romà, al segle iv hi havia un castell anomenat Sibrium (derivat d'Insubri) que fou ocupat pels ostrogots el 491 i més tard pels bizantins que el van convertir en seu d'un districte militar amb Verbano i Seveso. El 568 els llombards van dominar la regió i vers el 588 el castell és esmentat ja com a Sebrio o Seprio. El 721 s'esmenta la població Sepriscum, prop del castell, que el 735 apareix com "el castell" (castrum). El 737 la monja Manigunda, va fundar a la rodalia el monestir de Santa Maria de Cairate, però aquest fet està qüestionat. En aquest segle es van fabricar monedes a Seprio. El 781, en caure el regne dels llombards, el domini va passar als francs i abans del 840 Castelseprium fou erigit en capçalera d'un comtat pel rei Lotari I. Fou un territori extens que va arribar en algun període fins a Monte Ceneri i Bellinzona, la regió del Lario, a l'Alt Milà, la regió del Ticino al Verbano, i fins al Novarès. Les ciutats principals foren Castiglione i Tradate i els centres secundaris foren Somma Lombardo, Mezzana, Arsago Seprio, Besnate, Jerago, Solbiate, Carnago, Torba, Vengono Superiore, Binago, Olgiate Comasco, Gallarate, Cairate, Olgiate, Cameri i Nosate.
El primer comte del Seprio (o Sebrii) fou Joan (Giovanni) nomenat per Lotari I, rei d'Itàlia abans del 840. El va succeir el seu fill Sergi que va ser comte també de Milà, i va ser donat com a sub-feu a Roteno, que apareix esmentat vers el 844 amb el títol de "gastald del Seprio". El 857 esdevingué feu imperial. El 865 es va convertir en judicatura, al front de la qual apareix Ottone (Otó) que governava encara vers el 877, quan va recuperar el títol de comte; el va succeir Mainfred el 888, que portava també el títol de marqués de Llombardia i comte de Milà. Va morir el 896 en les lluites que van portar a Berenguer de Friul al tron d'Itàlia.
El següent comte fou Rostany o Rostanno, de la família de Guifré comte de Piacenza, tronc de la casa comtal del Seprio que va esdevenir un feu hereditari. A la seva mort el 950 el va succeir el seu fill Nantelm, partidari del rei Berenguer II d'Itàlia, que va morir el 964 després de resistir a l'Emperador Otó el Gran a l'illa Comacina salvant-se inicialment per la protecció d'Adelaida (la muller d'Otó); el 964 l'havia ja premort el seu hereu Guillem i va deixar només un fill, Olderic, clergue que fou bisbe de Cremona (+ 990). Seprio va esdevenir un feu imperial que fou donat el 981 a l'arquebisbe de Milà Valpert. Vers el 1028 un tal Berengari és esmentat com a Comte del Seprio. El 1036 els nobles es van revoltar contra Aribert di Intimiano, arquebisbe de Milà, i un comte del Seprio anomenat Vilfred II va donar suport als revoltats; el 1037 es va establir a Milà una Constitutio anomenada de Feudis que encara no va satisfer els nobles que el 1042 tornaven a estar revoltats i van assetjar Milà, tenint altra vegada el suport de Vilfred II. El 1044 l'emperador Enric III va posar fi a les lluites, i va expropiar el comtat que va retornar als arquebisbes milanesos.
La línia original dels comtes de Seprio va continuar en el nebot de Nantelm, Guifré I (fill de Rodolf I, que havia estat associat al govern per son germà Rostany), mort el 1013, donant pas al seu fill Rodolf II, mort el 1023, succeint-lo el seu fill Guifré II i a aquest, el 1043, el seu germà Rodolf III que vers el 1045 va recuperar el comtat del Seprio. El 1049 es va fundar el monestir de Torba. Els heretges Pataris, originats a Seprio, van combatre amb l'arquebisbe Gotofred de Milà i la guerra va afectar el comtat (1077). A la mort de Rodolf III (1069) va deixar tres fills: el seu successor Rodolf IV conegut per Malvadello; Berengari III (+1102) tronc de la família dels Castiglione; i Bertrana (+1102), casada amb Hug de Rho. No se sap del cert la data de la mort de Rodolf IV, però fou vers el 1100, deixant cinc fills: Guifré, el primer successor, mort el 1140; Olric, segon successor, mort el 1142; Bonifaci, titulat comte, mort el 1040; Ubertí, mort el 1142; y Guillem. En temps de Guifré hi va haver una guerra entre Como i Milà (1118) que també va afectar el comtat. Després del 1140 el comte Olric fou obligat a traslladar-se a Milà deixant el comtat que va passar a un tal Albert que va tenir l'oposició dels habitants de Mendrisio, i més tard es va enfrontar amb els de Ronago (1152). El 1158 Frederic Barba-roja va arribar a Llombardia i la gent de Seprio li va fer costat. El comtat va ser donat el 1158 al senyor alemany Gozwin de Heisenberg, junt amb el comtat de la Martesana. El 1162 Milà fou destruïda per l'emperador amb l'ajuda de la gent del comtat de Seprio. Gozwin va morir el 1167 i el va succeir Obizzone Pusterla, que es va titular capità; el 1176 l'emperador va tornar per cinquena vegada a Llombardia i va passar per Seprio, arribant a Fagnano on va trobar resistència. El 29 de maig de 1176 a Legnano fou derrotat i va haver de reconèixer les comunes. El poder a Seprio va passar a un cònsol, i quedà estretament vinculat a Milà.
El 1225 els milanesos van crear la Lliga Llombarda i els nobles de Seprio poc temps després van nomenar podesta local a Obizzo Pusterla que fou deposat l'any 1226 pels milanesos. El 1266 Francesco della Torre, germà de Napo della Torre, cap güelf de Milà oposat als Visconti, va rebre la senyoria del Seprio. El 1271 els della Torre van eliminar l'oposició gibel·lina. El 1277 van començar les lluites civils a Milà, i l'arquebisbe Otó Visconti va guanyar el combat de Desio i es va apoderar de Seprio. El 1284 els della Torre (Torriani) van reconquerir Como, i, amb l'ajuda de Guiu de Castiglione, el Seprio, que Guiu va rebre dels Torriani el 1285. Els Torriani van conquerir Lugano i Bellinzona i finalment Seprio va tornar directament a mans dels Torriani (1286) però fou atacat pels milanesos (Visconti) que van ocupar la regió menys el castell; es va fer la pau de Lomazzo, fins que a la matinada del 29 de març de 1287 el castell fou destruït pels habitants de la Vall d'Ossola, a sou dels milanesos, i tot el territori va ser incorporat a Milà
Com a feu milanès fou donada a Lodrisio el 1311, però va tornar a Milà aviat; el 1329 fou donada a Marco del Seprio; el 1339 fou retornada a Lodrisio; el 1355 es va proclamar senyor Gian Galeazzo Visconti amb el qual va quedar definitivament unit a Milà essent administrat per capitans.

## Llista de comtes del Seprio
- Joan 840- 843
- Sergi 843-844
- Roteno 844-865 (gastald)
- Otó (jutge) 865-877 (comte) 877-888
- Mainfred 888-896
- Rostany 896-950
- Nantelm 950-964
- Guillem (fill) + abans de 964
- Olderic 964
- Domini imperial 964-981
- A l'arquebisbat de Milà 981
- Valpert 981-c. 990 (arquebisbe)
- Vilfred I c. 990-c. 1020
- Berengari c. 1020-1030
- Vilfred II c. 1030-1044
- Ocupació imperial 1044
- A l'arquebisbat de Milà 1044 o 1045
- Rodolf I (III) 1045-1069
- Rodolf II Malvadello (IV) 1069-1100
- Guifré c. 1100-1140
- Bonifaci (associat) ?-1140
- Olric 1140-1142 (fuig a Milà)
- Albert 1142-1158
- Gozwin de Heisenberg 1158-1167
- Obizzone Pusterla 1167-1176
- a Milà 1176-1225
- Obizzo Pusterla 1225-1226
- a Milà 1226-1266
- Francesco della Torre 1266-1277
- Otó Visconti 1277-1284
- Guiu de Castiglione 1284-1286
- als Torriani 1286
- Ocupat pels Visconti 1286-1287
- Annexió a Milà 1287
- Part de Milà 1287-1311
- Lodrisio 1311-c. 1315
- a Milà c. 1315-1329
- Marco 1329-1339
- Lodrisio 1339-1355
- Gian Galeazzo Visconti 1355-1378
- Annexió definitiva a la senyoria de Mila 1378 (Ducat de Milà 1395)